# Parlamentet i Cetin

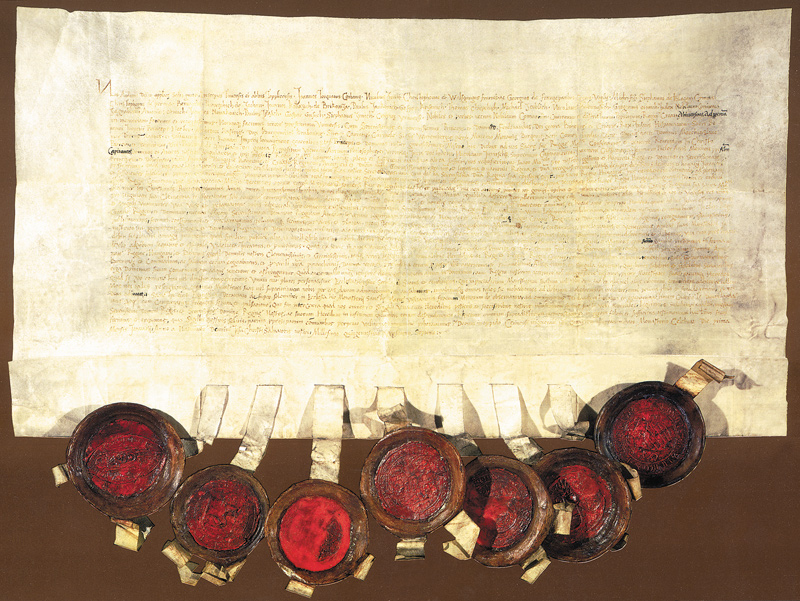
Stadgan från Cetingrad.

Parlamentet i Cetin (kroatiska: Cetinski sabor) var ett historiskt sammanträde där den kroatiska adeln den 1 januari 1527 valde ärkehertigen av Österrike Ferdinand I till Kroatiens kung. Beslutet innebar att Kroatien skulle komma att införlivas i habsburgarnas domäner och domineras av dessa i nära fyra hundra år. Denna dominans kom att brytas i samband med första världskrigets slut och Österrike-Ungerns upplösning 1918. 

## Upprinnelse
Sedan den ungersk-kroatiske kungen Ludvig II dödats och ungrarna besegrats av osmanerna i slaget vid ungerska Mohács uppstod en tronföljdskris. Det medeltida kroatiska kungariket som 1102 ingått personalunion med kungariket Ungern stod då utan en regent och ledare samtidigt som fältet låg öppet för osmanskt avancemang. Den uppkomna situationen ledde till att den kroatiska adeln samlades till ett sammanträde i borgen Cetin i närheten av Cetingrad. Vid sammanträdet valdes Ferdinand I, ärkehertig av Österrike och svåger till Ludvig II, till kung av Kroatien.
Delar av den slavonska adeln motsatte sig dock beslutet och tillsammans med den ungerska adeln valde de istället János Zápolya till kung. Sedan denne dött 1540 erkände även den slavonska adeln Ferdinand I som sin kung.

## Parlamentets slutsatser
Valet av Ferdinand I som Kroatiens nye kung befästes i ett dokument som gjorde gällande att kungen i utbyte för den kroatiska tronen lovade att försvara Kroatien från osmanerna samt respektera de rättigheter, friheter, lagar och seder som kroaterna haft ända sedan personalunionen med Ungern.  
Dokumentet signerades för den kroatiska sidan av adelsmännen Andrija Tuškanić, Ivan Karlović, Nikola Zrinski, Juraj Frankopan, Vuk Frankopan och Stjepan Blagajski. För den nya kungens räkning signerades dokumentet av Pavao Oberstain, Nikola Jurišić, Ivan Katzianer och Ivan Pichler.

## Dokumentet
Dokumentet som undertecknades av den kroatiska adeln och företrädare för Ferdinand von Habsburg bär ett sigill med det traditionella vit-rödrutiga mönster som ingår i Kroatiens nationalsymbol och anses vara ett av de viktigaste historiska dokumenten som styrker den medeltida kroatiska statsbildningen. Originaldokumentet finns idag bevarat på det österrikiska riksarkivet i Wien.